# Bette Midler
Bette Midler (* 1. prosince 1945 Honolulu, Havaj) je americká zpěvačka a herečka. Své první album nazvané The Divine Miss M vydala v roce 1972. První větší filmovou roli získala až v roce 1979, kdy hrála ve filmu Růže.
Za svou kariéru prodala přes 30 milionů alb. Je držitelkou mnoha cen, jako jsou tři Grammy, čtyři Zlaté glóby, tři Emmy, Tony a dvakrát byla nominována na Oscara.

## Diskografie
Studiová alba
- The Divine Miss M (1972)
- Bette Midler (1973)
- Songs for the New Depression (1976)
- Broken Blossom (1977)
- Thighs and Whispers (1979)
- No Frills (1983)
- Some People's Lives (1990)
- Bette of Roses (1995)
- Bathhouse Betty (1998)
- Bette (2000)
- Sings the Rosemary Clooney Songbook (2003)
- Sings the Peggy Lee Songbook (2005)
- Cool Yule (2006)